# Bataille de Guémené-Penfao
Chouannerie
La bataille de Guémené-Penfao a lieu le 8 juillet 1795 lors de la Chouannerie. Elle s'achève par la victoire des chouans qui s'emparent de la petite ville de Guémené-Penfao.

## Déroulement
Le 8 juillet 1795, 1 000 chouans de la division de Châteaubriant commandés par le colonel Jean Terrien prennent d'assaut la petite ville de Guémené-Penfao. Surpris, les républicains évacuent le cantonnement et laissent huit morts, dont le commandant de la garnison.